# Enacrosoma multilobatum
Enacrosoma multilobatum là một loài nhện trong họ Araneidae.
Loài này thuộc chi Enacrosoma. Enacrosoma multilobatum được Eugène Simon miêu tả năm 1897.